# どっぷり中出し学園戦争
『どっぷり中だし学園戦争』（どっぷりなかだしがくえんせんそう）は、2008年8月29日に株式会社テックアーツのブランド・SQUEEZより発売されたアダルトゲームである。

## 概要
過去の孕ませシリーズ同様、攻略したいヒロインを選んで攻略ポイントを貯めていく方式である（ただし琴音のみ、選択画面とは別に攻略していくことになる）。
本作独自のシステムとして、射精時にレベルが設定されており、レベルが上がることに射精可能回数が増えていき、最大7回まで射精可能である。
上記に関連し、各ヒロイン特定の順番で射精を行うと、「どっぷり中だしチェーンコンボ」というコンボを達成できる。
本作から、従来のハーレムエンドのほか、簡単なものではあるがヒロイン全員に個別エンドが設けられた。

## あらすじ
女性に縁がない人生を送っている主人公の魔神精也は、それを危惧した父親により、お嬢様学校の乙女学園に転校させられてしまう。しかし、転入初日から体調を崩した彼は、幼馴染の琴音の作った薬を服用したことにより体力、性格などありとあらゆる面が変化してしまう。そんな彼は、学園の女教師と生徒会メンバーをわがものにし、学園を支配してやると考えるようになるのであった。

## 登場人物

### 主人公
魔神 精也（まがみ せいや）
本作の主人公。もともと気弱でおとなしい性格だったが、琴音の作った薬「人類強化剤」により一変し強気な性格となる。
薬の効果が切れるとまた気弱な性格に戻ってしまう。
ハーレムエンドでは永久的な効果がある人類強化剤を琴音が作った事により元の性格に戻る事は無くなる。

### メインヒロイン
桃井 琴音（ももい ことね）
声 - 青川ナガレ
主人公に想いを寄せる幼馴染。前向きな性格だが、天然の気がある。
探究心が強く、人類強化剤を主人公に与えた張本人。経過観察のため、主人公と同居することになる。

### 生徒会メンバー
真行寺 麗美（しんぎょうじ れいみ）
声 - 滝沢アツヤ（甲冑時） / かわしまりの（素顔時）
学園の生徒会長で、周囲から慕われている。
常に甲冑に身をまとっており、その姿は誰も見たことがないとされるが、精也が電撃ロッドを使って強引に甲冑を破壊した際に真の姿があらわになった。
川嶋 沙里奈（かわしま さりな）
声 - 桜川未央
学園の生徒会副会長で、目立ちたがり屋でもある。
軍事メーカーの令嬢であり、何事も武力で解決しようとする。
御堂 礼子（みどう れいこ）
声 - 未来羽
学園の風紀委員長で、風紀を乱す主人公をマークしている。
教師を務める姉のかんなが放漫な性格のため、たびたび姉妹ケンカが起こる。
小毬 みく（こまり みく）
声 - 桜川未央
穏やかで心やさしい保険委員長。怪我や病気の人を見ると放っておけなくなる。
だが、ドジっ子のため、治療は失敗続きである。
伊勢崎 なのみ（いせざき なのみ）
声 - 萌原ぷりん
主人公のことをお兄ちゃんと呼ぶ元気な女の子。
厚生委員長として動物飼育に当たるが、しばしば脱走事件を起こしている。
ティナ＝ボナボーナ
声 - 逢川奈々
主人公と同じ日に学園入りした転入生。プイプイというシャチと遊んでいることが多い。
外国の王女様のため、親善委員長となった。

### 女教師
柚崎 さおり（ゆずさき さおり）
声 - かわしまりの
主人公の担任で、明るく元気なムードメーカー。
わがままな生徒会のお嬢様たちの態度に感情を爆発させることが多い。
柊 涼子（ひいらぎ りょうこ）
声 - 萌原ぷりん
数年前赴任してきた謎多き女性。クールビューティーな雰囲気を持つ。
正体はサキュバスである。
六条 あやか（ろくじょう あやか）
声 - 未来羽
さおりの後輩の新人教師。
やさしくマイペースだが、上がり症のためポカが多い。
御堂 かんな（みどう かんな）
声 - 逢川奈々
自由奔放な性格の持ち主の姉御肌。
その性格ゆえに、真面目な妹、礼子との衝突は絶えない。
相原 麻里絵（あいはら まりえ）
声 - 桜川未央
やさしく温厚な性格の持ち主。日本とアメリカのハーフ。
生徒思いだが、眼鏡をはずすと性格が変わってしまう。

## スタッフ
- 企画 - TOMO、唐子ニコフ
- 原画 - ミヤスリサ
- シナリオ - 伊藤海、骸坊主、高橋恒星（AGプロモーション）
- 音楽 - abc-dex